# ジプシーの聖母

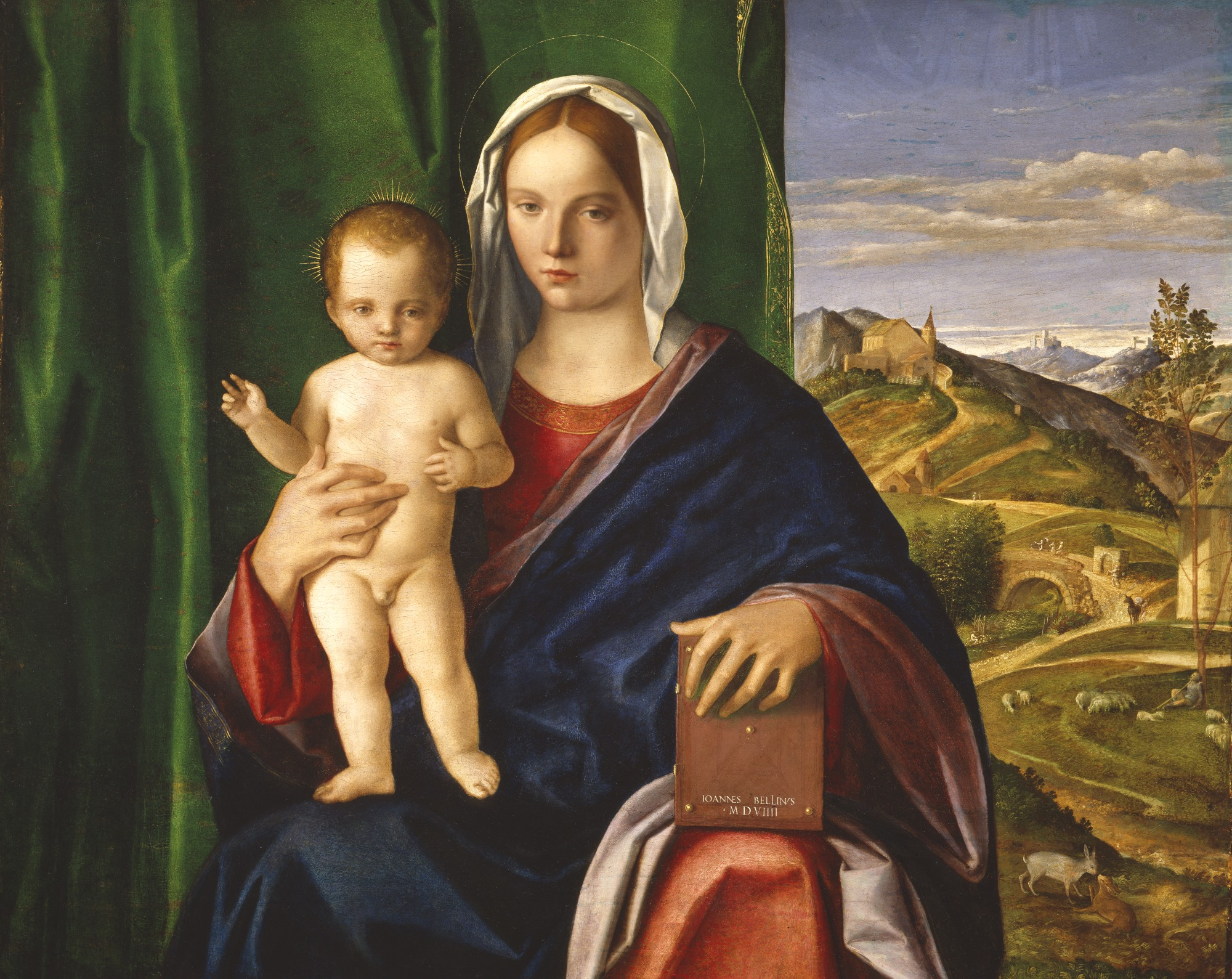
ジョヴァンニ・ベッリーニの『聖母子』。デトロイト美術館収蔵。

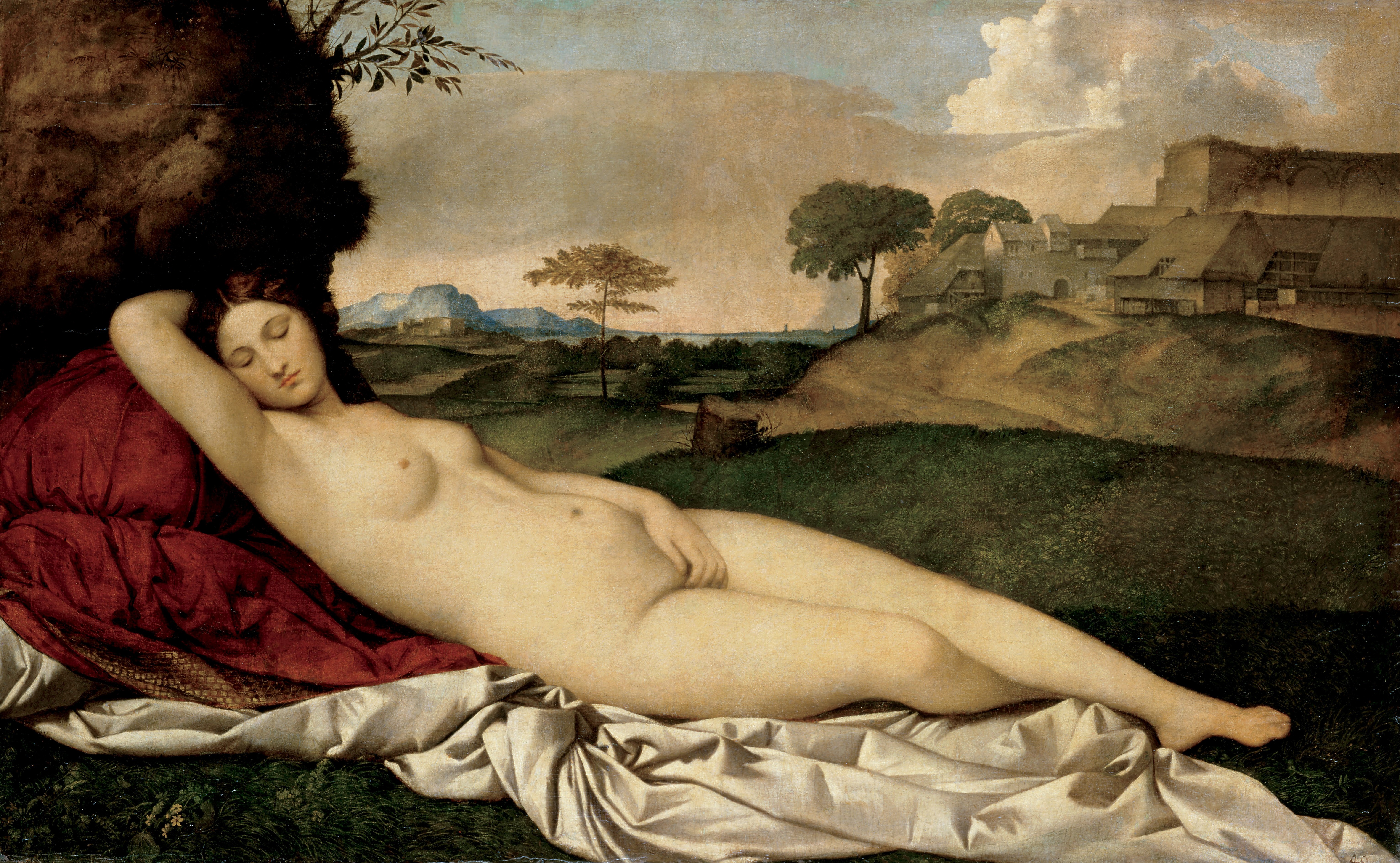
『眠れるヴィーナス』。アルテ・マイスター絵画館所蔵。

『ジプシーの聖母』（ジプシーのせいぼ、独: Zigeunermadonna, 英: The Gypsy Madonna）は、イタリア、ルネサンス期のヴェネツィア派の巨匠ティツィアーノ・ヴェチェッリオが1511年頃に制作した絵画である。油彩。聖母子を描いた初期の作品で、聖母マリアの黒い髪や瞳と浅黒い肌にちなんで、19世紀以来『ジプシーの聖母』と呼ばれている。おそらく教会ではなく家庭での礼拝のために制作された。現在はウィーンの美術史美術館に所蔵されている。

## 作品
本作品はティツィアーノの師であるジョヴァンニ・ベッリーニから影響を受けていることが明白であり、特にデトロイト美術館の1509年のベッリーニの『聖母子』（Madonna and Child）を逆にした特徴的な構図を採用していることから、巨匠に対する挑戦と見なされてきた。聖母マリアは聖母画の基準から見ても若々しく、どこかよそよそしい印象のベッリーニの『聖母子』に比べて人間的な温かさと肉感をもって描かれている。また幼児キリストの両手は母親の指と衣装をしっかりつかんでおり、この点はベッリーニと異なっている。様式はジョルジョーネに依拠しており、20世紀初頭にはしばしばジョルジョーネに帰属されていた。これは特に、ティツィアーノが後の聖母画で繰り返さなかったタイプの図像を使用した、聖母像の「調和のとれた充実とゆるやかな形の重力」に当てはまる。風景は実質的にドレスデンのアルテ・マイスター絵画館の『眠れるヴィーナス』の画面左側の遠景部分と同じであり、伝統的にジョルジョーネによって制作が開始されたと考えられていたが、現在では1510年のジョルジョーネの死後にティツィアーノによって描かれたと考えられている。
右の背景は折り目が注意深く描かれた《名誉の布》で占められている。それらはしばしば折りたたまれて保管され、即位した聖母の非常に多くの絵画が示しているように玉座の後ろに掛けられた。ここでは空いている玉座が右側に見えないことを意味しており、デトロイト美術館のベッリーニは同じ趣向を用いている。したがって、構図はより古い公式の即位した聖母像と、風景の中に聖母子が描かれた非公式の新しい構図の中間段階に位置している。しばらくの間、ベッリーニとその追随者が描いた聖母画は絵画の側面に小さな風景を垣間見せる形をとっており、通常は下の欄干によって下部を切り落とし、常套手段である横の「風景」の形式を使ってこれを発展させた。
シドニー・J・フリードバーグによると、ティツィアーノが「光学的技巧を自由に駆使することで作り出す心地よい存在の効果はたいへんな妙技である。色のついた光を反射するだけでなく、極限まで吸収することで大気中にはっきりと生きているのと同等の存在感を獲得し、肌や着衣のひだの細孔が質感を生み出しているような作品は本作品以前の絵画にはない」と述べている。ベッリーニとジョルジョーネに負うところが大きいにもかかわらず、この絵画は当時21歳だったティツィアーノが、独自の個性と様式を発展させていることを示している。
科学的な調査は絵画がもともとデトロイト美術館のベッリーニの『聖母子』にさらに近く、塗装の過程で多くの変更が加えられたことを明らかにした。ティツィアーノの下絵はベッリーニの絵画に通常見られる注意深いものとは異なり、薄く影をつけたかなり幅の広いブラシで要約された線のみを用いて描いている。また幼児キリストはもともと鑑賞者を見ていた。

## 来歴
ウィーンの他のいくつかの重要な初期のヴェネツィア絵画のように、作品はおそらくヴェネツィアの美術史家バルトロメオ・デッラ・ナーヴェのコレクションにあり、1636年にヴェネツィアで初代ハミルトン公爵ジェイムズ・ハミルトンに売却され、ハミルトン公爵はそれをロンドンに持ち込んだ。1659年のハミルトンの処刑後、ブリュッセルのオーストリアの大公レオポルト・ヴイルヘルムに売却され、そのコレクションはすぐにウィーンの帝国コレクションに移された。